# Operace Banner
Operace Banner byl název pro operaci Britských ozbrojených sil v Severním Irsku od srpna 1969 do července 2007. Ty byly zpočátku nasazeny na žádost unionistické vlády Severního Irska podpořit Královskou ulsterskou policii (RUC). Po belfastské dohodě (1998), intenzita operace začala klesat. Úkolem operace Banner bylo prosadit autoritu vlády Spojeného království v Severním Irsku.
Hlavní odpor proti nasazení britské armády přišel od prozatímní irské republikánské armády (PIRA). Ta vedla partyzánskou kampaň proti britské armádě od roku 1970 do roku 1997. Interní dokument vydaný britskou armádou v roce 2007 uvedl, že i když armáda nedokázala porazit Irskou republikánskou armádu, bylo pro IRA nemožné vyhrát násilím a také se díky operaci podstatně snížil počet obětí v posledních letech konfliktu.

## Úloha ozbrojených sil
Primárním úkolem britské armády byla podpora policejních složek. Spolu s Královským letectvem poskytovala vzdušnou podporu s helikoptérami, pokud to bylo nutné. Námořní složky byly poskytovány od Královského námořnictva a Královské námořní pěchoty pod kódovým označeným Operace Grenada. Jejich úkolem bylo zastavení dodávek zbraní a munice pro polovojenské skupiny. Viditelně je zastrašovali nápadnou námořní přítomností kolem pobřeží Severního Irska a Lough Neagh.

## Počty nasazených vojáků
Na vrcholu operace v 70. letech měla britská armáda nasazeno asi 21 000 vojáků. Do roku 1980 toto číslo kleslo na 11 000 vojáků. V roce 1985 počet klesl na 9000. Po zintenzivnění aktivit IRA na konci 80. let stoupl počet na 10 500. V roce 1992 bylo v Severním Irsku nasazeno celkem 17 750 vojáků. Britskou armádu tam tvořily 3 brigády pod vedením generálporučíka. V červenci 1997 během zuřivých nepokojů v nacionalistických oblastech vyvolanými Drumcreemským konfliktem se celkový počet bezpečnostních sil v Severním Irsku zvýšil na více než 30 000 (včetně RUC).

## Kontroverze
Během Operace Banner, britská armáda zabila 305 lidí, z nichž 156 (~ 51%) byly neozbrojení civilisté. Z nich 61 byly děti. Charakteristikou britské armády bylo také, že se dohodli s nelegálními Loajalistickými polovojenskými skupinami, které byly odpovědné za četné útoky na civilisty. Novinář Fintan O'Toole tvrdí, že: "jak vojensky, tak ideologicky byla britská armáda v konfliktu hráč a ne rozhodčí".

### Vztah s komunitou
Mnozí členové katolické komunity zpočátku uvítali nasazení britské armády. Katolické oblasti bývaly bod útoky loajalistů a RUC. Nicméně vztahy mezi britskou armádou a katolíky rychle ochladly. Akce britské armády na podporu policie a unionistické vlády postupně získaly pověst zaujatosti ve prospěch protestantů a unionistů. V kampani britské armády proti IRA byly katolické oblasti vystavovány domovním přepadům, kontrolními stanovišti, hlídkami a zákazy vycházení. Během těchto prohlídek vojáci fyzicky i vulgární útočili na katolíky, zatímco protestantské oblasti se těmto kontrolám vyhýbali. V některých čtvrtích se běžně vyskytovaly střety mezi katolíky a britskou armádou. V dubnu 1970, vrchní velitel britské armády v Severním Irsku Ian Freeland oznámil, že někdo byl zastřelen britskou armádou za to, že po vojácích házel zápalné bomby a nedbal na varování vojáků.  
Zákaz vycházení ve Falls v červenci 1970 byla hlavní rána do vztahů mezi britskou armádou a katolíky. Hledání zbraní v převážně katolické oblasti Falls v Belfastu přerostlo do nepokojů a nakonec do přestřelek s IRA. Britská armáda nato uložila 36hodinový zákaz vycházení a zatkla všechny novináře uvnitř oblasti zákazu vycházení. Stovky domů, hospod a podniků bylo prohledáváno kvůli zbraním a oblast byla zamořena slzným plynem. Hledači způsobili mnoho škod a bylo podáno desítky stížností na vojáky kvůli bití, ohrožování, urážení a ponižování obyvatel. Během tohoto incidentu byli zatčeni čtyři civilisté a dalších 60 utrpělo střelná zranění.
Dne 9. srpna 1971 byly v Severním Irsku představeny internace (vězení bez soudu). Vojáci začali přepadové akce a internován téměř 350 osob podezřelých z členství IRA. Toto rozhořelo čtyři dny trvající násilnosti v nichž bylo zabito 20 civilistů a tisíce z nich muselo opustit své domovy. 17 civilistů bylo zabito britskými vojáky, z toho 11 během masakru v Ballymurphy. Žádný loajalisté nebyli zahrnuti do tohoto cyklu a mnozí ze zatčených byli obyčejní katolíci bez jakékoli spojitosti s IRA. Mnozí také hlásili, že jejich rodinám bylo vojáky vyhrožováno, byly napadány a slovně uráženy. Výslechové techniky používané na internovaných popsal Evropský soud jako nelidské a ponižující a Evropská komise pro lidská práva je označila jako mučení. Operace vedla masovým protestům a prudkému nárůstu násilí během následujících měsíců. Internace trvaly až do prosince 1975, kdy bylo 1 981 lidí internovaných.
Hlavní bod obratu ve vztahu mezi britskou armádou a katolickou komunitou byl 30. leden 1972 - Krvavá neděle. Během anti-internačního pochodu v Derry 26 neozbrojených demonstrantů a kolemjdoucích bylo postřelených vojáky z 1. praporu výsadkového pluku. 14 z nich zemřelo. Někteří byli zastřeleni zezadu nebo při snaze pomoci zraněným. Vyšetřování Krvavé neděle v roce 2010 dospělo k závěru, že vraždy byly neodůvodněné a neomluvitelné.
9. července 1972 britští vojáci ve městě Portadown použili slzný plyn a gumové projektily na katolíky, kteří blokovali pochod Oranžského řádu, který procházel kolem jejich oblastí. Britská armáda pak nechala členy řádu pochodovat do katolických oblastí, v doprovodu alespoň 50 maskovaných a uniformovaných polovojenských jednotek ulsterských obranného sdružení (UDA). V té době byla UDA legální organizace. Ve stejný den v Belfastu, britští odstřelovači zastřelili pět katolických civilistů včetně tří dětí během Springhillského masakru. V noci z 3. na 4. února 1973 odstřelovači britské armády zastřelili čtyři neozbrojené muže (z nichž byl jeden člen IRA) v katolické oblasti New Lodge v Belfastu.  
V časných ranních hodinách 31. července 1972 britská armáda začala Operaci Motorman aby znovu získala Severoirská "uzavřené oblasti". Byly to většinu katolické čtvrti zabarikádované obyvateli, aby je ochránili před bezpečnostními složkami a loajalisty. Během této operace britská armáda zastřelila čtyři lidi v Derry, zabila 15letého civilistu a neozbrojeného člena IRA. 
Od 1971 do 1973 tajné britské armádní jednotky označované jako Vojenské reakční síly (MRF) prováděly tajné operace v Belfastu. Zabili a zranili několik neozbrojených katolických civilistů střelbou z aut. Britská armáda zpočátku tvrdila, že civilisté byli ozbrojeni, ale nebyl nalezen žádný důkaz, který by podporoval toto tvrzení. Bývalí členové MRF později připustili, že jednotka střílela na lidi bez varování. Jeden člen pro BBC uvedl: "Nebyli jsme tam působit jako vojenské jednotky. Byli jsme tam působit jako teroristická skupina." Zpočátku mnoho střeleb z aut bylo připisovaných protestantským loajalistům. Republikáni tvrdili, že MRF se snaží nasměrovat IRA do náboženského konfliktu, a odvrátit IRA od jejího kampaně proti Spojenému království. 
12. a 17. května 1992 došlo ke střetům mezi výsadkáři a katolickými civilisty kvůli bombovému útoku, který jednomu výsadkář utrhl nohy. Vojáci údajně vyplenili dvě hospody, poškodili civilní auta a spustili palbu do davu. Tři civilisté byli hospitalizován se střelnými poraněními. V důsledku toho byl výsadkový prapor převelen mimo městských částí a brigádní generál 3. pěší brigády byl zbaven velení.

### Tajná dohoda s Loajalistického polovojenskými skupinami
V jejich úsilí porazit IRA vznikla tajná dohoda mezi britskou armádou a Loajalistickými skupinami. Ta zahrnovala vojáky, kteří se účastnili Loajalistických akcí v době mimo službu a poskytovaly zbraně a informace loajalistům namísto toho, aby je zatkli a začali proti nim vyšetřování. Britská armáda měla také dvojité agentů a informátory uvnitř Loajalistických skupin, kteří organizovali útoky na rozkaz armády nebo s vědomím armády. Zpráva De Silvy uvedla, že během 80. let 85 % informací, které používaly loajalisti při útocích, bylo od bezpečnostních složek. Zpráva irské vlády z roku 2006 uvedla, že britští vojáci také pomáhali loajalistům při jejich útocích v Irsku.  
Vzhledem k mnoha faktorům, rekruti ulsterských obranného pluku (UDR) byly ze 97 % protestanti od konce roku 1972. Navzdory procesu prověřování, Loajalistickým militantním skupinám se podařilo získat zbraně, výcvik a informace. Dokument britské Vlády z roku 1973 (odkryt v roce 2004) navrhl, aby 5-15% vojáků z UDR bylo členy Loajalistických polovojenských skupin. Ve zprávě se uvádělo, že UDR byl hlavním zdrojem zbraní pro tyto skupiny, přestože v roce 1973 ztráty zbraní klesly až o 75% částečně v důsledku přísnějších kontrol. 
V roce 1977 armáda vyšetřovala dvě roty 10. praporu UDR. Vyšetřování zjistilo že 70 vojáci měli vazby na ulsterské dobrovolnické síly (UVF). Následkem toho byly dva propuštěni z bezpečnostních důvodů. Bylo zjištěno, že 30 vojáků podvodně odchýlilo 47 000 liber do UVF a že členové UVF se stýkali s vojáky v jejich špíně. Vyšetřování bylo zastaveno poté, co starší důstojník prohlásil, že by to poškodilo morálku a podrobnosti byly odkryty až v roce 2011.
Zpočátku armáda dovolila vojákům vstoupit do UDA, která byla legální organizace až do 1992 i přes její účasti v náboženských vraždách. V listopadu 1972 armáda prohlásila, že voják by měl být propuštěn pokud sympatie pro polovojenské skupiny ovlivňují jeho výkon, loajalitu nebo nestrannost. Do konce roku 1975 bylo propuštěno 171 vojáků s kontakty na UDA. 
29 vojáků UDR bylo odsouzených za vraždy. V roce 1990 bylo přinejmenším 197 vojáků uznaných vinnými z terorismu a dalších závažných zločinů včetně bombových útoků, únosů a napadání. To byl jen malý zlomek ze 40 000 vojáků, který sloužili v pluku, ale tento podíl byl vyšší než u britské armádě a RUC.
Během 70. let, Glenanský gang - tajná skupina složená z Loajalistického militantů, britských vojáků a RUC provedl sérii útoků proti katolíkům v oblasti Severního Irska známé jako "vražedný trojúhelník". Také podnikli útoky v Irsku. Vyšetřování 76 vražd přisuzovaných skupině ukázalo, že policisté a vojáci byli zapojeni v 74 z nich. Jeden člen RUC John Weir prohlásil, že jeho nadřízení věděli o tajné dohodě, ale dovolili tomu pokračovat. Casselova zpráva uvedla, že někteří vysocí důstojníci věděli o zločinech, ale neudělali nic na jejich prevenci a nezačaly vyšetřování. Útoky přisuzovány skupině jsou Bombové útoky v Dublinu a Monaghane (1974), vyvraždění kapely Miami Showband (1975) a vraždy Reaveyovcov a O'Dowdovcov (1976).
Stevensovo vyšetřování dospělo k závěru, že konflikt byl intenzivnější a byl  prodloužen kvůli britským vojákům a policejním důstojníkům, kteří pomáhali loajalistům zabíjet lidi, včetně civilistů. Příslušníci bezpečnostních sil se snažili zabránit Stevensovu vyšetřování. To odhalilo existenci |Polní průzkumné jednotky (FRU), což byla tajná britská armádní zpravodajská jednotka, která používala dvojitých agentů na infiltrování se do polovojenských skupin. FRU rekrutovala Briana Nelsona a pomohla se mu stát šéfem rozvědky UDA. V roce 1988 byly pod vedením Nelsona odeslané z Jižní Afriky zbraně pro loajalisty. Prostřednictvím Nelsona, FRU pomáhala UDA označovat cíle na vraždy. Velitelé FRU říkají, že jejich plánem bylo udělat UDA více profesionální tím, že jí pomohli označovat republikánské aktivisty a tím zabránit tomu, aby byly zabíjeni nezúčastnění katoličtí civilisté. Stevensovo vyšetřování našlo důkaz, že byly zachráněny pouze dva životy a že Nelson byl zodpovědný za nejméně 30 vražd a mnoho dalších útoků, jejichž oběti byly většinou nezúčastnění civilisté. Jednou z nejprominentnějších obětí byl advokát Pat Finucane. I když byl Nelson v roce 1992 uvězněn, FRU nadále pomáhala UDA a dalším Loajalistickým skupinám. V letech 1992 až 1994 byli loajalisté zodpovědni za více úmrtí než republikáni.

## Ztráty na životech
Během 38leté operace zahynulo 1441 příslušníků britských ozbrojených sil včetně přirozených příčin a sebevražd. 
- 692 vojáků Britské armády zahynulo v důsledku polovojenského násilí zatímco 689 zahynulo z jiných příčin.
- 197 vojáků z ulsterských obranného pluku zahynulo v důsledku polovojenského násilí, zatímco 284 zemřelo z jiných příčin.
- 7 vojáků Královského irského pluku zahynulo v důsledku polovojenského násilí, zatímco 60 z jiných příčin.
- 9 vojáků z teritoriální armády zahynulo v důsledku polovojenského násilí, zatímco 8 z jiných příčin.
- 2 členové z jiných odvětví armády zahynuli v důsledku polovojenského násilí.
- 21 vojáků Královské námořní pěchoty zahynulo v důsledku polovojenského násilí, zatímco 5 z jiných příčin.
- 6 vojáků Královského námořnictva zahynulo v důsledku polovojenského násilí, zatímco 3 z jiných příčin.
- 4 vojáci Královského letectva zahynulo v důsledku polovojenského násilí,k zatímco 22 z jiných příčin.

V červenci 2009 bylo oznámeno, že jejich nejbližším přibude nárok na Alžbětin kříž.
Podle Suttonova indexu úmrtí na CAIN britská armáda zabila 305 lidí během operace Banner.
- 156 (cca 51%) byli civilisté
- 127 (cca 41%) byli členové republikánských polovojenských skupin včetně:
  - 110 členů prozatímní irské republikánské armády (PIRA)
  - 11 členy Oficiální irské republikánské armády (OIRA)
  - 5 členů Irské národní osvobozenecké armády (INLA)
  - 1 člen Irské lidové osvobozenecké organizace (IPLO)
- 13 (cca 4%) byli členové Loajalistických polovojenských skupin včetně:
  - 7 členů ulsterských obranného sdružení (UDA)
  - 6 členů ulsterských dobrovolnických sil (UVF)
- 2 byli členové Královské ulsterské policie (RUC)

## Poslední roky

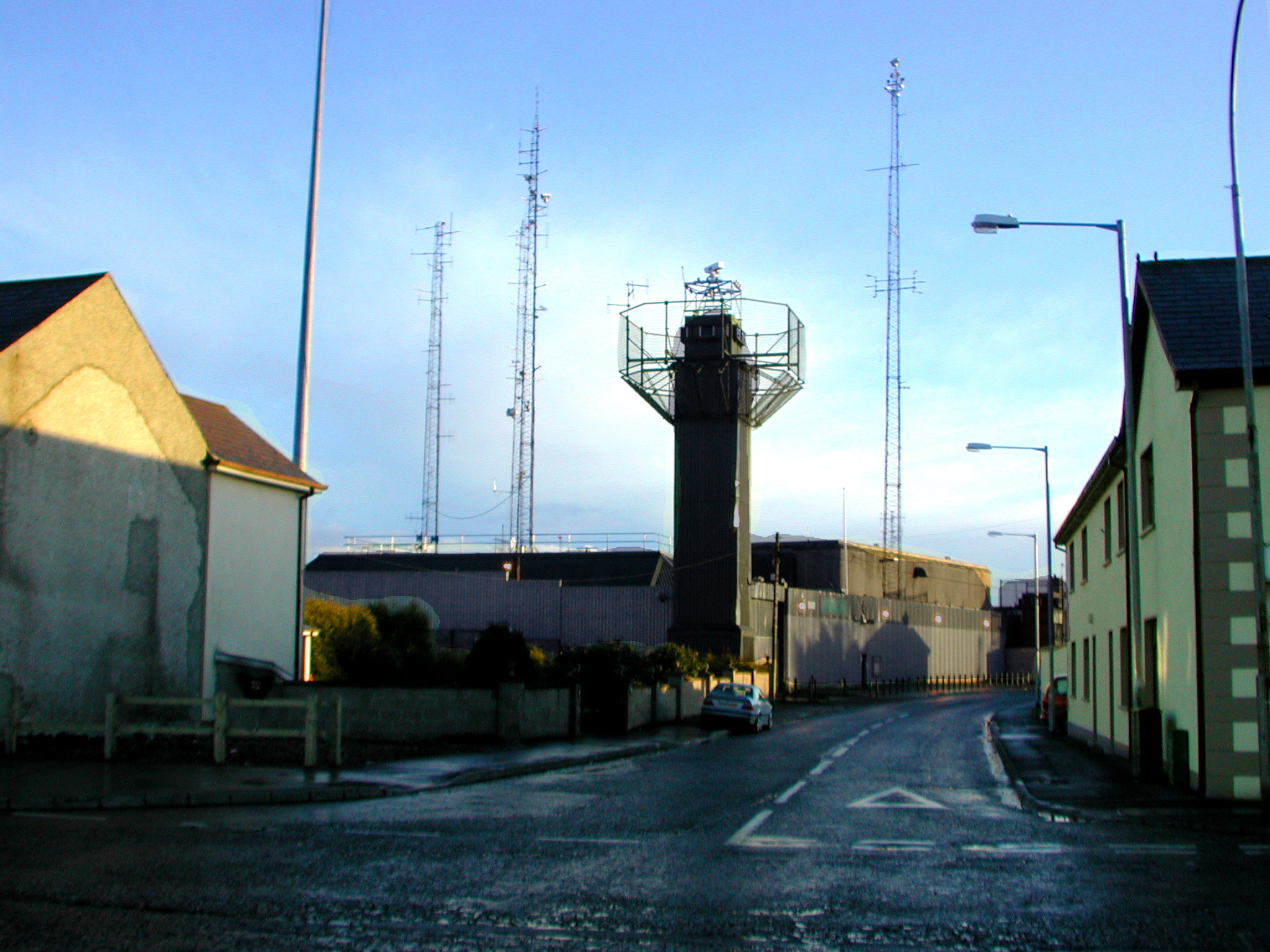
Armádní / RUC základna v Crossmaglen se strážní věží postavenou v průběhu operace, která byla zbořena jako součást procesu demilitarizace. Kasárna byly předány PSNI v roce 2007.

Intenzita operace postupně začala klesat od roku 1998 po Velkopáteční dohodě, kdy bylo pozastaveno hlídkování a několik vojenských kasáren bylo uzavřeno nebo demontováno, dokonce ještě před ukončením aktivit IRA. Proces demilitarizace začal již v roce 1994 poté co IRA vyhlásila první příměří. Od druhého příměří IRA v roce 1997 až do prvního nařízení na vyřazení zbraní v roce 2001 téměř 50 procent vojenských základen bylo zrušeno nebo zničeno spolu zatímco bylo otevřeno více než 100 přeshraničních cest. 
Nakonec v srpnu 2005 bylo oznámeno, že v reakci na prohlášení Prozatímní IRA, že její kampaň skončila a v souladu s ustanoveními Velkopáteční dohody, operace Banner by měla být ukončena nejpozději 1. srpna 2007. Počet jednotek umístěných v Severním Irsku se snížil na 5000 a to pouze pro účely školení. Bezpečnost byla zcela převedena na policii. Rezidentský batalión Královského irského pluku - který vznikl z ulsterského obranného pluku, skončil 1. září 2006. Operace oficiálně skončila o půlnoci 31. července 2007, což je nejdéle souvislé nasazení britské armády trvající více než 38 let. Podle slov korespondenta BBC Kevina Connollyho se britská armáda v Severním Irsku spíše rozplynula než odpochodovala pryč. Zatímco stažení vojsk vítaly hlavně nacionalistické strany jako Sociálnědemokratická a dělnická strana (SDLP) a Sinn Féin, unionisté jako Demokratická unionistická strana a ulsterská unionistická strana toto rozhodnutí zase považovali za předčasné. Hlavními důvody jejich odporu byla pokračující činnost disidentských skupin, ztráta pracovních míst souvisejících s bezpečností protestantských komunit a vnímání přítomnosti britské armády jako potvrzení politické unie s Velkou Británií. 
Adam Ingram, ministr státu pro ozbrojené síly uvedl, že za předpokladu zachování příznivého prostředí se podpora britské armády pro Policii Severního Irska po 31. červenci 2007 bude snížena na úroveň zbytkové, známé jako Operace Helvetic na poskytování odborné likvidace arzenálu a podpora PSNI v podmínkách extrémního narušování veřejného pořádku, tím tak skončila nouzový provoz britské armády v Severním Irsku. 